# 아즈텍 볼 (스타디움)

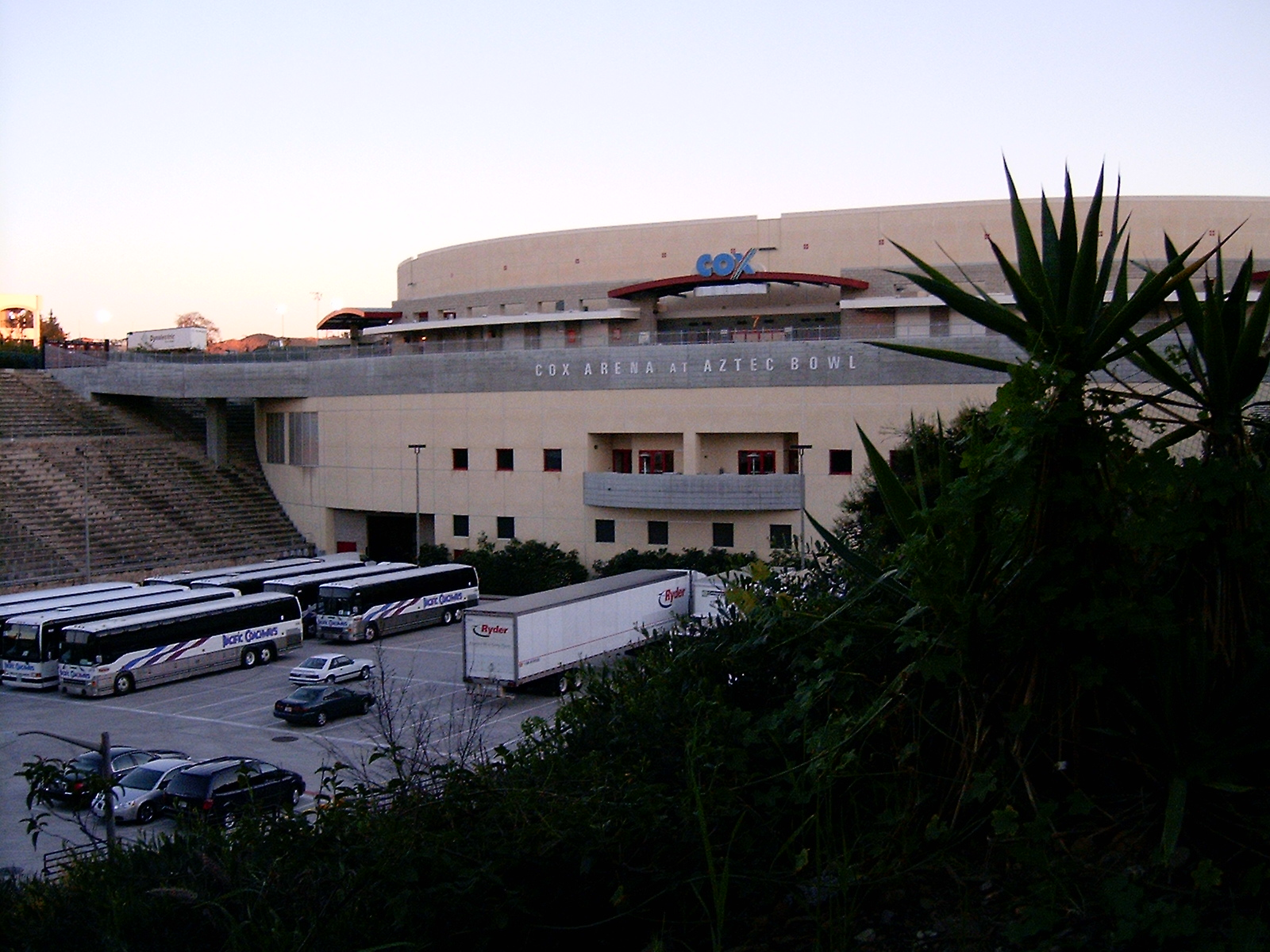

아즈텍 볼은 캘리포니아 샌디에이고에 있는 샌디에이고 주립대학교 캠퍼스의 축구 경기장( 공공사업진흥국 프로젝트)이었다.

## 역사
아즈텍 볼은 1967년 샌디에고 스타디움으로 이전할 때까지 샌디에고 주립 대학교 아즈텍 축구 팀을 주최했다. 경기장은 최고조에 12,592명을 수용했으며 건설 비용은 $500,000이었다. 그 해 초에 완공된 후 1936년 10월 3일에 7,500명 앞에서 헌납되었다.
경기장은 처음에 45,000석으로 확장될 예정이었으나 1948년에 한 번만 확장되었다.
아즈텍 축구 팀은 현재 2022년 9월 3일에 열리는 홈 경기와 함께 스냅틱 스타디움에서 플레이하고 있다.

## 현재
현재 학교의 농구 경기장인 벤자스 아레나가 경기장 자리에 있다.

## 국가 사적지
Aztec Bowl은 국가 사적지로 등재되어 있다. 축구 경기장의 오래된 콘크리트 관람석은 새 경기장이 건설될 때 철거되지 않았다. 존 F. 케네디 당시 미국 대통령은 1963년 6월 6일 샌디에이고 주립대학교에서 졸업식 축사를 하였다.
국가로서, 우리는 모두를 위한 강력하고 건전하며 자유로운 교육 시스템보다 더 깊은 걱정, 더 오래된 헌신, 더 높은 관심도 없다. 우리 자신과 우리 자녀에 대한 이 의무를 이행함에 있어, 우리는 국가의 미래와 자유의 미래를 위해 준비한다.
(Historical Video)— 존 F 케네디, 미국 대통령, 1963년 6월 6일 샌디에이고 주립대학(캘리포니아 샌디에이고) 졸업식 연설

기념으로, 경기장은 사람들이 케네디 대통령의 연설을 듣던 계단 위에 지어졌다. 관람석은 경기장 외부의 주차장과 경기장 내부의 경기장 좌석 아래 보관 공간에서 명확하게 볼 수 있다.
국가 사적지에서 경기장을 제거해 달라는 요청이 있었고 2012년 5월 30일에 제거되었다.

## 같이 보기
- 비에하스 아레나
- 피터슨 체육관